# Argolamprotes
Argolamprotes là một chi bướm đêm thuộc họ Gelechiidae.